# Milan Rakić
Milan Rakić (Belgrado, 18 settembre 1876 – Zagabria, 30 giugno 1938) è stato uno scrittore serbo.

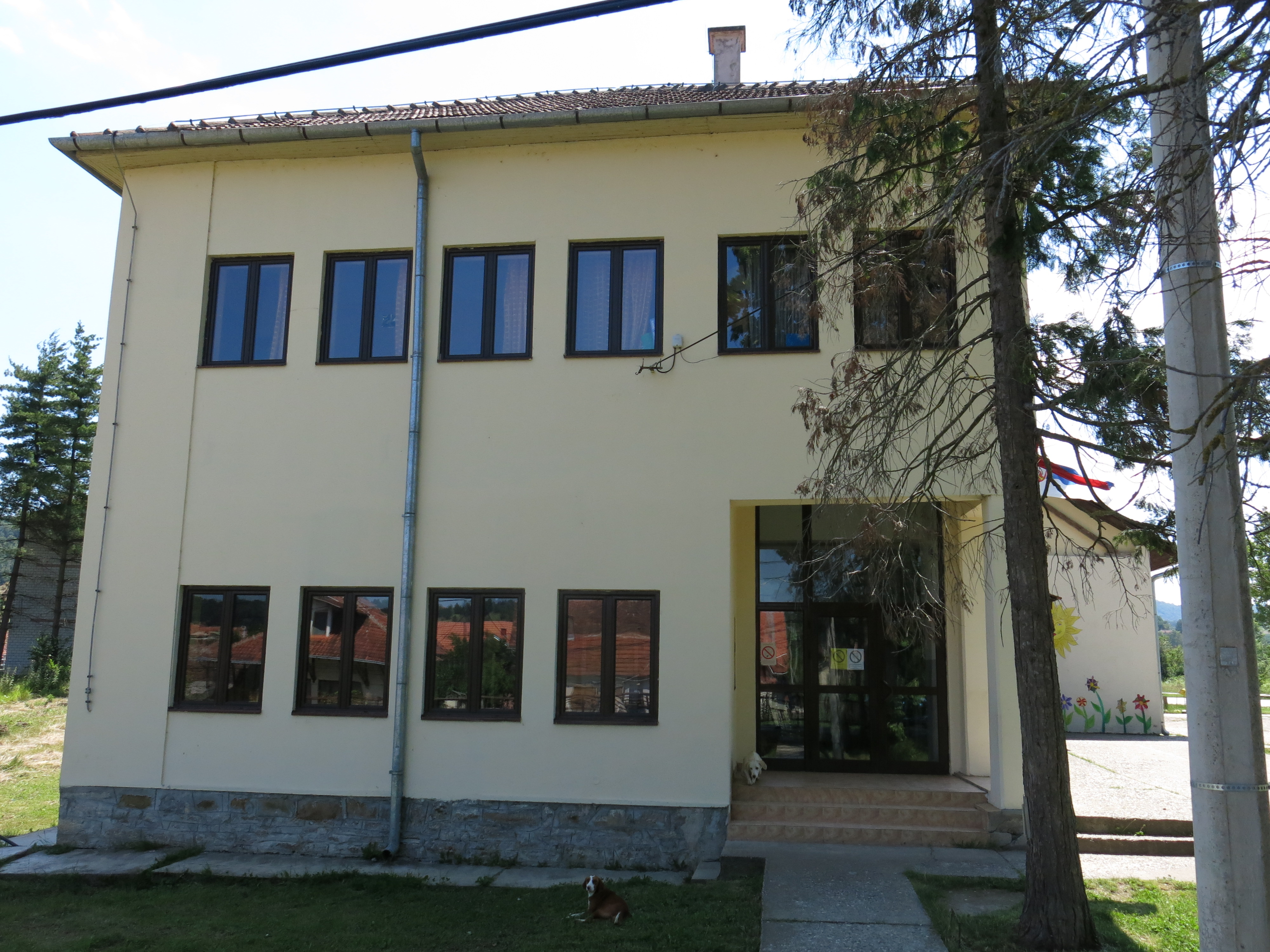

Ambasciatore serbo in Italia (1927-1933), la sua produzione si distingue per la raffinatezza stilistica delle sue poesie, raccolte prima in Poesie (1903) e poi in Nuove poesie (1912)